# Tik-Tak (program telewizyjny)
Tik-Tak – program telewizyjny dla dzieci. 
Program miał swoją premierę 12 stycznia 1982 roku. Początkowo był audycją kukiełkową. W roku 1983 dołączyli do niego aktorzy. Ostatni odcinek programu został wyemitowany 14 czerwca 1999 roku.
Program miał charakter muzyczno-dydaktyczny. Głównymi bohaterami byli Pan Tik-Tak (Andrzej Marek Grabowski), Ciotka Klotka (Ewa Chotomska) oraz dzieci z zespołu Fasolki, a autorem muzyki był Krzysztof Marzec. Z czasem Pana Tik-Taka zastąpił Krzyś Tik Tak (Krzysztof Marzec). Gościnnie pojawiali się też Pan Fasola (Krzysztof Tyniec), Profesor Ciekawski (Andrzej Marek Grabowski) oraz kukiełki: Zając Poziomka (Stefan Pułtorak) i Rozamunda. Na przełomie lat 80. i 90. w ramach programu emitowane było "Kino Tik-Taka", w ramach którego m.in. emitowany był serial Gumisie.
Audycja była jedną z najbardziej lubianych przez dzieci i wielokrotnie nagradzanych. Od 15 lutego 2014 roku archiwalne wydania programu emituje TVP ABC.
Piosenka tytułowa Pan Tik-Tak była zaśpiewana przez dzieci z zespołu Fasolki. 